# منشية دبونو
قرية منشية دبونو هي إحدى القرى التابعة لمركز إدكو في محافظة البحيرة في جمهورية مصر العربية. حسب إحصاءات سنة 2006، بلغ إجمالي السكان في منشية دبونو 29725 نسمة، منهم 15082 رجل و14643 امرأة.